# Скьёльдунги
Скьёльдунги (др.-англ. Scylding (мн. ч. Scyldingas); древненорв. Skjöldung (мн. ч. Skjöldungar)) — легендарная королевская династия народа данов, предков современных датчан. Иногда так же назывался их народ. В обоих языках фамильное имя образовано от слова «щит». Родоначальник династии и всего рода — Скьёльд.

## Мифические предки рода
Свой род Скъёльдунги, равно как и прочие конунги скандинавов, вели от мифических героев и богов. Часть их «мифической» генеалогии можно проследить на примере «Саги о Хервёр», относящаяся к т. н. сагам «о древних временах» и повествующая о действиях чуть ли не V—VI веков н. э. В саге рассказывается история берсерков, согласно мифу произошедших от сына бога Одина — Сигрлами. Подобно другим сыновьям Одина, Сигрлами являлся королём Гардарики, то есть территории будущей северной Руси. Ему наследовал его сын Свафрлами, первый владелец волшебного меча Тюрфинга, вокруг которого разворачивается действие саги. Дочь Сварфлами вышла замуж за потомка великанов Арнгрима, от которого у неё родилось 12 сыновей-берсерков, в том числе и король готов Ангантюр (фигурирующий даже в «Беовульфе» под именем Онгентеов). Ангантюр был женат на Свафе, дочери ярла Альдейгьюборга (Ладоги). От их брака родилась дочь Хервёр, которой и посвящена сага и которая, в свою очередь, имела сына Хейдрика — предка Ивара Широкие Объятья и Ауд Богатой — представителей рода Скъёльдунгов.

## История рода
Одним из первых по времени известным представителем рода Скъёльдунгов являлся Ивар Широкие Объятия (Приобретателя или Многославного), имевшего дочь Ауд Богатую.
Ауд была замужем несколько раз: одним из её мужей был Хрёрик Метатель Колец — прославленный герой скандинавского эпоса, от которого у неё был сын Харальд по прозвищу Боезуб. Харальд являлся конунгом данов и вел частые войны, из-за чего и получил своё прозвище. Погиб он, будучи стариком, в войне со своим племянником, конунгом Уппсалы Сигурдом Кольцо. Историки относят это событие приблизительно к 770—775 году.
У Харальда Боезуба был сын Хальвдан, имевший, в свою очередь, четырех сыновей: Ануло, Харальда Клака, Регинфрида и Хемминга. Предположительно, именно Хальвдан в 782 году потерял свои владения и отправил посольству к королю франков Карлу Великому, чтобы выхлопотать себе лен во владение. Ануло и Регинфрид погибли в 810-х годах в стычках с врагами, известно о них очень мало. Хемминг, названный в источниках «христианнейшим», также погиб, но позже, в 837 году. Харальд Клак некоторое время был конунгом Ютландии, но бежал во Фрисландию, в область Рюстрингения, где и умер в 840-х годах.
Также представителем рода был Рорик Ютландский, однако в каких отношениях он находился с Харальдом неизвестно (скорее всего, сын или племянник).
Известны и другие представители рода Скъельдунгов, такие как Фроди Смелый, Хрольв Жердинка и т. д.

## Возможные потомки Скьёльдунгов
- Рёрик Ютландский — вероятный основатель династии Рюриковичей (862—1598).
- Графы де Гин (928—1137)